# Осенний бульвар
Осе́нний бульва́р (в 1985—1990 годах — у́лица Ма́ршала Усти́нова) — бульвар в Москве, расположенный в районе Крылатское Западного административного округа.

## Описание
Бульвар проходит в направлении с юга на север между Рублёвским шоссе и улицей Крылатские Холмы. Между домами № 11 и № 15 располагается площадь Защитников Неба. Нумерация домов начинается от Рублёвского шоссе.
Бульвар состоит из двух односторонних проезжих частей, разделённых зоной зелёных насаждений шириной около 40 метров. При этом до ноября 2017 по нечётной стороне осуществлялось движение троллейбусов в обоих направлениях. После Рублёвского шоссе нечётная сторона бульвара продолжается как улица Маршала Тимошенко.
В начале бульвара в 2003 году установлены 10 скульптур, выполненных скульпторами-победителями конкурса «Человек в пространстве города».

## Происхождение названия
Бульвар был проложен в 1980-х годах при застройке района и в 1984 году получил название Осенний. Однако в 1985 году был переименован в улицу Маршала Устинова в рамках мероприятий по увековечению памяти видного советского политического и военного деятеля Маршала Советского Союза Д. Ф. Устинова. Тогда же название было перенесено на соседнюю улицу, названную Осенней. В 1990 году бульвару было возвращено прежнее название.

## Зоны отдыха
В настоящее время пешеходная часть Осеннего бульвара представляет собой зону для прогулок и отдыха со всей необходимой инфраструктурой.
Северная часть бульвара в последний раз была отремонтирована в 2014-2015 годах. Южная часть бульвара была благоустроена в 2019 году в рамках программы мэра Москвы «Мой район». В ходе работ заново замощены дорожки, обновлены малые архитектурные формы. Так, в пешеходной зоне в южной части появились скамейки разных дизайнов, в том числе парковые качели и кресла, вращающиеся вокруг своей оси, уличная сцена, детская площадка, воркаут и скейт-парк. Дополнительно проведено озеленение. По просьбам жителей, был также установлен фонтан в форме подковы.

## Примечательные здания и сооружения
- Дом 10 — ТЦ «Бульвар».
- C 1998 года на улице жила актриса Нонна Мордюкова, сначала в доме № 6 (1998—2001), затем в доме № 10, корп. 1 (2001—2008)[5].
- В доме 10 к. 2 со своей семьёй жил советский и российский военный разведчик Сергей Скрипаль, осуждённый в России за государственную измену в форме шпионажа в пользу Великобритании[6].

## Транспорт
- Под бульваром расположена станция метро «Крылатское», выходы из которой ведут на обе стороны бульвара.

### Наземный общественный транспорт
По бульвару следуют маршруты автобусов:
- № 129 (Автобаза Генштаба — Мякинино)
- № 229 и № 829 (Метро  Молодёжная — Метро  Крылатское) (кольцевые в противоположные стороны)
- № 251 (Автобаза Генштаба — Метро  Молодёжная) (Только в сторону «Молодёжной»)
- № 688 (Крылатское — Озёрная улица)
- № 732 (Крылатское — Метро  Славянский бульвар)
- № 832 (Крылатское — Спортцентр «Крылатское»)
- № м35 (Крылатское — Метро  Краснопресненская)
- № т19 (Крылатское — Метро  Петровско-Разумовская)